# USCGC James (WMSL-754)
USCGC James (WMSL-754) — п'ятий куттер типу «Ледженд» берегової охорони США. Призначений для забезпечення національної безпеки, охорони територіальних вод, захисту рибальських промислів і навколишнього середовища, проведення пошуково-рятувальних операцій, надання допомоги потерпілим. Названий на честь Джошуа Джеймса 1826 - 1902), американського капітана морської рятувальної станції, якому приписують порятунок понад 600 осіб.

## Будівництво

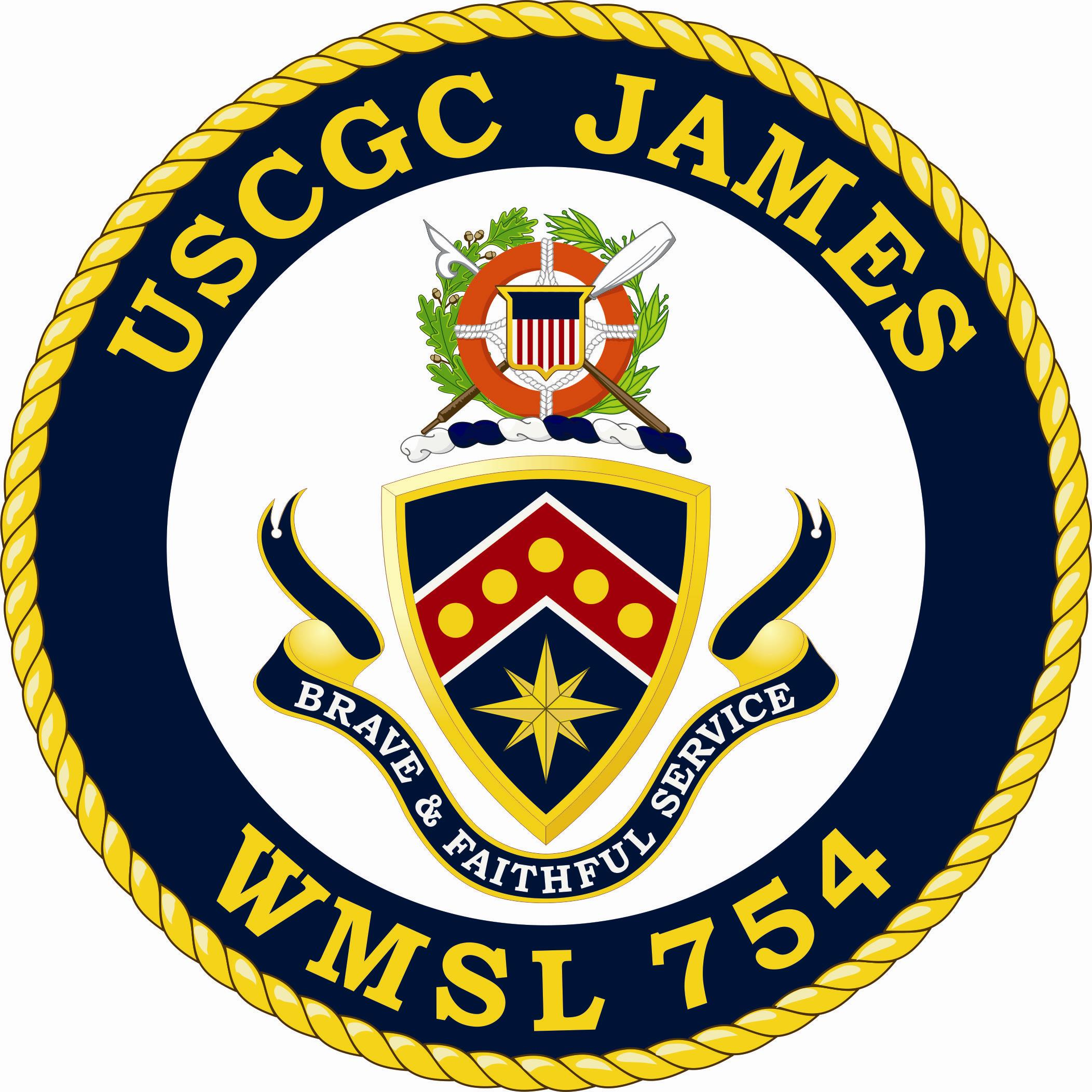
Емблема корабля

9 вересня 2011 року підрозділ Ingalls Shipbuilding (завод в Паскагула, штат Міссісіпі) компанії Huntington Ingalls Industries отримала контракт на будівництво п'ятого куттера типу «Ледженд». Вартість контракту склала 482,8 млн доларів США. 14 травня 2012 року було офіційно розпочато будівництво куттера з церемонії різання перших 100 тонн сталі. 17 травня 2013 року відбулася церемонія закладки кіля. На 12 серпня 2013 року готовність корабля становить 32%.
На 31 березня 2014 року готовність корабля становить 52%. 3 травня 2014 року відбулася церемонія спуску на воду. 16 серпня 2014 року відбулася церемонія хрещення. Хрещеною матір'ю стала внучата племінниця Джошуа Джеймса, Шарлін Бенуа, яка є онукою Семюеля Джеймса, брата Джошуа Джеймса.  7 квітня 2015 завершив ходові випробування, які проходили в Мексиканській затоці протягом трьох днів. 8 серпня 2015 року в Бостоні відбулася церемонія введення в експлуатацію. 16 серпня відбулася церемонія хрещення. Портом приписки є Чарлстон, штат Південна Кароліна.

## Служба
31 березня 2017 року повернувся до порт приписки, завершивши перше 60-денне багатоцільове патрулювання. За цей час було конфісковано понад п'ять тонн кокаїну на 12 судах, що прямують до Сполучених Штатів.
З 25 вересня 2017 року Куттер служив командно-диспетчерською платформою в Сан-Хуані, Пуерто-Рико. Екіпаж катера був розгорнутий для допомоги в операціях постраждалим під час урагану "Марія", а можливості зв'язку корабля були використані для допомоги першим рятувальникам координувати свої дії на острові.
8 травня 2019 року За даними Військово-морських сил Венесуели, куттер берегової охорони США був помічений перетинаючи економічну зону Венесуели. На наступний день корабель змінив курс і на 14 миль наблизився до порту Гуаїра (штат Варгас, північ країни). Назустріч йому вийшов патрульний катер ВМС Венесуели, після сеансу радіозв'язку USCG James покинув акваторію Венесуели.